# Corvatsch
De Corvatsch of Piz Corvatsch is een 3451 meter hoge berg in het Zwitserse kanton Graubünden, in het Berninamassief in de Rätische Alpen. De Corvatsch is gelegen langs het Inndal (Engadin) ten zuidoosten van Sils-Maria. De berg vormt onderdeel van het skigebied van Sankt Moritz en is het hoogste per kabelbaan bereikbare punt van Engadin.
Deze berg was een geliefde bestemming van de Duitse filosoof Friedrich Nietzsche, die tijdens zijn verblijf te Sils-Maria in de zomers van 1881 en 1883 tot en met 1888 in deze streek vele bergwandelingen maakte.